# Divadlo Karla Hackera
Divadlo Karla Hackera je jedním z nejmenších pražských divadel, které v Kobylisích v roce 1913 založil místní učitel a vlastenec Karel Hacker. Karel Hacker je současně zakladatelem amatérského loutkářského souboru Jiskra, který zde působí dodnes. Divadlo ve svém repertoáru nabízí divadelní představení a koncerty pro školy a školky, část programu je ale určena i široké veřejnosti. Divadlo funguje za finanční podpory odboru kultury MČ Praha 8.

## Historie
Divadlo založil v roce 1913 kobyliský pedagog Karel Hacker, když koupil loutkovou scénu a několik starobylých loutek z 19. století. První uvedenou inscenací byla hra Kníže Oldřich a Božena. Nejprve se divadlo nazývalo Loutkové divadlo Národní jednoty severočeské a cílem loutkářů bylo mimo jiné získat finance na podporu české menšinové školy v České Kamenici. Činnost souboru byla během obou světových válek přerušena. Během první světové války loutkáři odešli na frontu, a v období druhé světové války bylo divadlo nacistickým režimem označeno za příliš nebezpečné. Po druhé světové válce divadlo přijalo název Jiskra.
V roce 1949 se principálem divadla stal syn Karla Hackera, a divadlo zaznamenalo krátké období vzestupu, které bylo přerušeno náhlou smrtí Karla Hackera ml. v roce 1957. V roce 1962 se vedení souboru ujal Stanislav Starý, který kladl důraz na rozvoj hudební složky a práci s loutkou. Divadlo začalo spolupracovat s českými výtvarníky, jako byl například ilustrátor Radek Pilař nebo Irena Marečková. Do repertoáru byly zařazeny i texty členů souboru a dramatizace knih od známých českých autorů, např.:  Broučci, Ferda Mravenec, Rumcajs, Dlouhý, Široký a Bystrozraký.
V průběhu 70. let zaznamenaly velký úspěch hry Křemílek a Vochomůrka, Kocour v botách nebo loutkoherecký projev Pirát, které získaly ocenění na různých přehlídkách a festivalech. Velmi úspěšný byl rok 1988, kdy byl soubor oceněn hned na třech významných přehlídkách pro amatérské loutkáře: Bábkarska Žilina, Loutkářská Chrudim a Čechova Olomouc.
V roce 1996 divadlo přešlo pod správu odboru kultury MČ Praha 8 a zároveň bylo přejmenováno na počest svého zakladatele na Divadlo Karla Hackera.

## Současnost

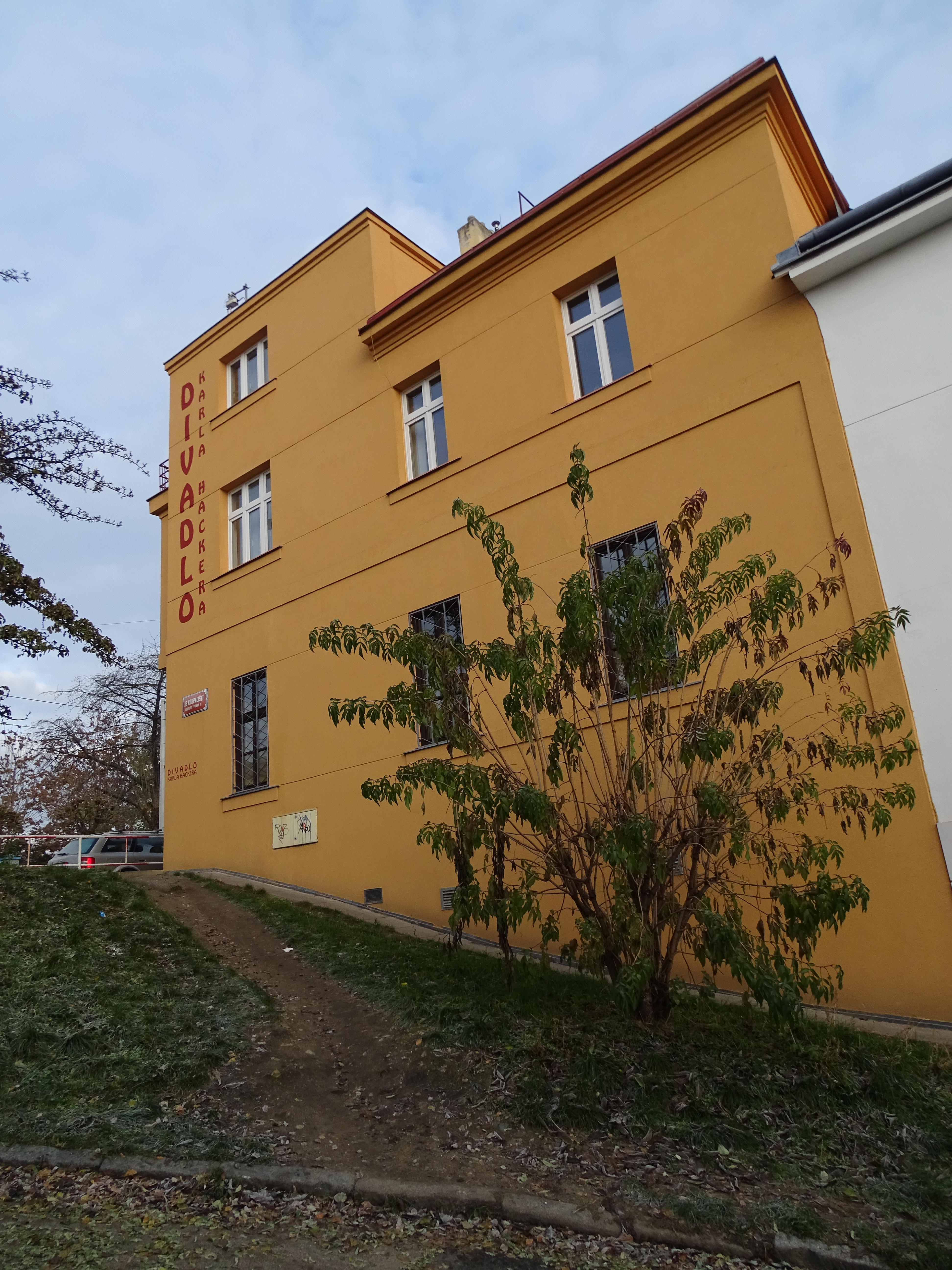

V současnosti Divadlo Karla Hackera nabízí představení pro děti i dospělé diváky z řad veřejnosti. Dětská představení se hrají vždy v sobotu a v neděli. Ve všední dny dopoledne je program vyhrazen žákům mateřských a základních škol. V divadle stále působí loutkářský soubor Jiskra, jehož představení tvoří asi desetinu celkového programu divadla.
Pondělní večery jsou určené dospělým divákům – konají se tu klasická divadelní představení, literární pořady a hudební produkce. Dramaturgyně divadla Žofie Vokálková-Šrámková také zavedla debatní cyklus “Hvězdné večery”, kdy se diváci mohou setkat se známými českými umělci.
Svou kariéru tady začínala například herečka Klára Issová, hrají tu i Miroslav Táborský nebo Anna Polívková.

### Festival pražských amatérských loutkářů
Divadlo Karla Hackera hostí od roku 1986 krajskou přehlídku Festival pražských amatérských loutkářů. Při této příležitosti loutkáři soutěží před odbornou porotou o postup na celostátní přehlídku amatérských divadel Loutkářská Chrudim.

## Budova divadla
Divadlo sídlí v Klapkově ulici č. 26 v pražských Kobylisích. Před druhou světovou válkou byla budova známá jako hostinec u Topolů. V roce 2010 prošlo divadlo zásadní rekonstrukcí, jejíž náklady dosáhly 7,5 milionu korun. Během oprav budova získala novou střešní krytinu, moderní vzduchotechniku a novu omítku. Došlo také k výměně oken a modernizaci interiéru včetně osvětlení. Ve dříve nevyužitém sklepě vznikly nové toalety a také malá divadelní kavárna.
Kapacita hlediště je 120 míst a plocha jeviště zabírá prostor pouze 4 x 4 metry.

## Karel Hacker
Zakladatel divadla Karel Hacker působil jako kobyliský kronikář, pedagog a ředitel kobyliských škol. Karel Hacker byl také vlastenec a angažoval se v místní pobočce Národní jednoty severočeské, která měla za úkol podporovat menšinovou školu v České Kamenici. Karel Hacker stál v čele divadla od jeho založení prakticky až do smrti v roce 1972. Ačkoliv po druhé světové válce předal vedení divadla do rukou svého syna, nadále soubor podporoval a inspiroval k lepším výkonům. Hacker se stal prvním čestným členem Sdružení amatérských loutkářů a také získal Zlatý odznak Matěje Kopeckého.